# Campeonato Sudamericano Femenino de 2003
El Campeonato Sudamericano Femenino de 2003 fue la cuarta edición del torneo de fútbol femenino organizado por la Conmebol.
La competencia se llevó a cabo entre el 9 de abril y el 27 de abril de 2003 en las ciudades de Lima (Perú), Loja (Ecuador) y Salta (Argentina). Las dos plazas que el torneo otorgaba para la Copa Mundial Femenina de Fútbol de 2003 fueron ocupadas por Brasil y Argentina, equipos que resultaron campeón y subcampeón respectivamente.
Brasil había ingresado directamente a la segunda fase del torneo por haber ganado el torneo anterior, llevado a cabo en 1998.

## Participantes
Participaron las diez selecciones nacionales de fútbol afiliadas a la Conmebol:
| Equipos participantes | Equipos participantes | Equipos participantes | Equipos participantes | Equipos participantes |
| --------------------- | --------------------- | --------------------- | --------------------- | --------------------- |
| Argentina             | Bolivia               | Brasil                | Chile                 | Colombia              |
| Ecuador               | Paraguay              | Perú                  | Uruguay               | Venezuela             |

## Sedes
| Estadio Padre Ernesto Martearena | Estadio Monumental | Estadio Federativo Reina del Cisne |
| Aforo: 20 408                    | Aforo: 50 000      | Aforo: 14 935                      |
|                                  |                    |                                    |

## Primera fase
Los equipos se dividieron en tres grupos de tres selecciones cada uno, avanzando a la segunda fase el mejor clasificado de cada zona, a los cuales se sumaría Brasil en esta ronda final por haber ganado el torneo anterior.

### Grupo A
| Equipo  | Pts | PJ | PG | PE | PP | GF | GC | Dif |
| ------- | --- | -- | -- | -- | -- | -- | -- | --- |
| Perú    | 6   | 2  | 2  | 0  | 0  | 5  | 2  | 3   |
| Bolivia | 3   | 2  | 1  | 0  | 1  | 8  | 4  | 4   |
| Chile   | 0   | 2  | 0  | 0  | 2  | 2  | 9  | -7  |

| 9 de abril de 2003, 15:30 | Perú                              | 3:1 (1:1) | Bolivia      | Estadio Monumental, Lima            |                                     |
|                           | Salinas 18' 70' (pen.) · Mori 55' | Reporte   | Zamorano 34' | Árbitro(s): María García (Colombia) | Árbitro(s): María García (Colombia) |

| 11 de abril de 2003, 15:30 | Bolivia                                                                     | 7:1 (3:0) | Chile             | Estadio Monumental, Lima                   |                                            |
|                            | Zamorano 13' 20' 43' · Moreno 54' · E. Pérez 56' · S. Pérez 62' · Urgel 77' | Reporte   | Gálvez 90' (pen.) | Árbitro(s): Marisela Contreras (Venezuela) | Árbitro(s): Marisela Contreras (Venezuela) |

| 13 de abril de 2003, 15:30 | Perú                      | 2:1 (0:1) | Chile      | Estadio Monumental, Lima           |                                    |
|                            | Bosmans 51' · Tristán 80' | Reporte   | Castro 44' | Árbitro(s): Suell Tortura (Brasil) | Árbitro(s): Suell Tortura (Brasil) |

### Grupo B
| Equipo    | Pts | PJ | PG | PE | PP | GF | GC | Dif |
| --------- | --- | -- | -- | -- | -- | -- | -- | --- |
| Colombia  | 4   | 2  | 1  | 1  | 0  | 9  | 1  | 8   |
| Ecuador   | 4   | 2  | 1  | 1  | 0  | 3  | 1  | 2   |
| Venezuela | 0   | 2  | 0  | 0  | 2  | 0  | 10 | -10 |

| 9 de abril de 2003, 19:30 | Ecuador        | 2:0 (0:0) | Venezuela | Estadio Federativo Reina del Cisne, Loja |                                      |
|                           | Villón 71' 90' | Reporte   |           | Árbitro(s): Cándida Colque (Bolivia)     | Árbitro(s): Cándida Colque (Bolivia) |

| 11 de abril de 2003, 19:30 | Colombia                                                                                   | 8:0 (2:0) | Venezuela | Estadio Federativo Reina del Cisne, Loja |                                          |
|                            | Valencia 10' 86' · Imbachi 33' · Miranda 49' · Garzón 58' 59' · Gutiérrez 80' · Munera 90' | Reporte   |           | Árbitro(s): Florencia Romano (Argentina) | Árbitro(s): Florencia Romano (Argentina) |

| 13 de abril de 2003, 13:15 | Ecuador   | 1:1 (1:0) | Colombia     | Estadio Federativo Reina del Cisne, Loja |                                         |
|                            | Campi 45' | Reporte   | Valencia 46' | Árbitro(s): Patricia da Silva (Uruguay)  | Árbitro(s): Patricia da Silva (Uruguay) |

### Grupo C
| Equipo    | Pts | PJ | PG | PE | PP | GF | GC | Dif |
| --------- | --- | -- | -- | -- | -- | -- | -- | --- |
| Argentina | 6   | 2  | 2  | 0  | 0  | 11 | 0  | 11  |
| Paraguay  | 3   | 2  | 1  | 0  | 1  | 3  | 4  | -1  |
| Uruguay   | 0   | 2  | 0  | 0  | 2  | 1  | 11 | -10 |

| 9 de abril de 2003, 21:30 | Argentina                   | 3:0 (1:0) | Paraguay | Estadio Padre Ernesto Martearena, Salta |                                  |
|                           | Jiménez 41' Medina 65', 72' | Reporte   |          | Árbitro(s): María Alvarado (BOL)        | Árbitro(s): María Alvarado (BOL) |

| 11 de abril de 2003, 21:30 | Uruguay   | 1:3 (1:1) | Paraguay                       | Estadio Padre Ernesto Martearena, Salta |                                   |
|                            | Lemos 27' | Reporte   | Agüero 11' Rodas 56' Román 72' | Árbitro(s): Riabel Trujillo (PER)       | Árbitro(s): Riabel Trujillo (PER) |

| 13 de abril de 2003, 16:30 | Argentina                                                            | 8:0 (3:0) | Uruguay | Estadio Padre Ernesto Martearena, Salta |                                   |
|                            | Jiménez 5' Gatti 32' Alvariza 35' (p), 79' Medina 46', 49', 51', 81' | Reporte   |         | Árbitro(s): Silvia Oliveira (BRA)       | Árbitro(s): Silvia Oliveira (BRA) |

## Fase final
| Equipo    | Pts | PJ | PG | PE | PP | GF | GC | Dif |
| --------- | --- | -- | -- | -- | -- | -- | -- | --- |
| Brasil    | 9   | 3  | 3  | 0  | 0  | 18 | 2  | +16 |
| Argentina | 4   | 3  | 1  | 1  | 1  | 6  | 6  | 0   |
| Colombia  | 3   | 3  | 1  | 0  | 2  | 3  | 15 | -12 |
| Perú      | 1   | 3  | 0  | 1  | 2  | 1  | 5  | -4  |

| 23 de abril de 2003, 13:30 | Brasil                              | 3:2 (2:0) | Argentina               | Estadio Monumental, Lima                |                                         |
|                            | Kátia 1' · Pretinha 7' · Rosana 54' | Reporte   | Gatti 49' · Almeida 71' | Árbitro(s): Patricia Da Silva (Uruguay) | Árbitro(s): Patricia Da Silva (Uruguay) |

| 23 de abril de 2003, 15:30 | Perú | 0:1 (0:1) | Colombia     | Estadio Monumental, Lima             |                                      |
|                            |      | Reporte   | Valencia 18' | Árbitro(s): Cándida Colque (Bolivia) | Árbitro(s): Cándida Colque (Bolivia) |

| 25 de abril de 2003, 13:30 | Colombia                  | 2:3 (2:2) | Argentina                            | Estadio Monumental, Lima                   |                                            |
|                            | Ordóñez 5' · Valencia 33' | Reporte   | Gómez 25' · Alvariza 43' · Gerez 71' | Árbitro(s): Marisela Contreras (Venezuela) | Árbitro(s): Marisela Contreras (Venezuela) |

| 25 de abril de 2003, 15:30 | Brasil                                 | 3:0 (2:0) | Perú | Estadio Monumental, Lima                    |                                             |
|                            | Formiga 26' · Pretinha 30' · Marta 53' | Reporte   |      | Árbitro(s): María Teresa Alvarado (Bolivia) | Árbitro(s): María Teresa Alvarado (Bolivia) |

| 27 de abril de 2003, 13:30 | Brasil                                                                                               | 12:0 (6:0) | Colombia | Estadio Monumental, Lima                   |                                            |
|                            | Pretinha 7' 15' · Formiga 22' · Marta 34' 50' 70' (pen.) · Kátia 42' 44' 74' 82' 89' · Cristiane 80' | Reporte    |          | Árbitro(s): Marisela Contreras (Venezuela) | Árbitro(s): Marisela Contreras (Venezuela) |

| 27 de abril de 2003, 15:30 | Perú      | 1:1 (1:0) | Argentina  | Estadio Monumental, Lima                |                                         |
|                            | Dávila 7' | Reporte   | Medina 88' | Árbitro(s): Patricia Da Silva (Uruguay) | Árbitro(s): Patricia Da Silva (Uruguay) |

|                           |
| Bandera de Brasil         |
| Campeón Brasil 4.º título |

## Clasificado para laCopa Mundial Femenina de Fútbol de 2003
| Brasil | Argentina |
| Brasil | Argentina |
| ------ | --------- |

## Goleadoras
| Jugadora                       | Selección | Goles |
| ------------------------------ | --------- | ----- |
| Marisol Medina                 | Argentina | 7     |
| Kátia Cilene Teixeira da Silva | Brasil    | 6     |
| Sandra Valencia                | Colombia  | 5     |
| Maitté Zamorano                | Bolivia   | 4     |
| Marta Vieira da Silva          | Brasil    | 4     |
| Pretinha                       | Brasil    | 4     |
| Karina Alvariza                | Argentina | 3     |